# Убеєво
Убе́єво (рос. Убеево, чув. Упи) — село у складі Красноармійського району Чувашії, Росія. Адміністративний центр Убеєвського сільського поселення.
Населення — 249 осіб (2010; 308 у 2002).
Національний склад:
- чуваші — 94 %